# Анхалт Зид
Анхалт Зид (њем. Anhalt Süd) општина је у њемачкој савезној држави Саксонија-Анхалт. Једно је од 43 општинска средишта округа Бургенланд. Посједује регионалну шифру (AGS) 15084013.

## Географија
Површина општине износи 25,2 km². У самом мјесту је, према процјени из 2010. године, живјело 1.090 становника. Просјечна густина становништва износи 43 становника/km².